# Torre delle Milizie
Torre delle Milizie ou Torre das Milícias é uma torre fortificada em Roma, Itália, localizada entre o Mercado de Trajano, nos Fóruns Imperiais, a leste e a Pontifícia Universidade de São Tomás de Aquino (Angelicum) a oeste.

## História
Esta torre ganhou o apelido popular de "Torre de Nero" a partir de uma tradição de que ela teria sido uma antiga construção romana a partir da qual o imperador romano Nero teria assistido ao Grande Incêndio de Roma — uma história que, por sua vez, derivou de um relato clássico de que ele teria assistido o incêndio a partir de uma torre nos Jardins de Mecenas, embora os relatos mais confiáveis atestem que ele estava fora da cidade, provavelmente em Âncio, na ocasião.
A verdadeira construção da torre provavelmente data da época do papa Inocêncio III (r. 1198–1216), obra da família Aretino. No final do século XIII, a torre estava sob controle da poderosa família Annibaldi, depois dos Prefetti di Vico e finalmente dos Caetani, a família do papa Bonifácio VIII. Sob estes, o quarteirão fortificado foi ampliado e fortalecido, provavelmente rivalizando com o Castelo de Santo Ângelo como a principal fortaleza de Roma. No final do século XIII, quando Henrique VIII de Luxemburgo veio para a cidade para ser coroado imperador do Sacro Império Romano-Germânico (entre maio e junho de 1312), ele escolheu a Torre delle Milizie como base para seus aliados guelfos. Vinte anos depois, a torre foi cedida aos Conti. Durante o período que ela ficou sob o controle deles, Rafael, em seu papel de curador de antiguidades da cidade, citou-a como um exemplo de edifício construído utilizando materiais antigos reaproveitados. Os Conti mantiveram o controle sobre a torre até 1619, quando ela foi adquirida por freiras do  convento vizinho (depois demolido) de Santa Caterina a Magnanapoli.
Em 1911, a torre foi declarada um Monumento Nacional Italiano.

## Arquitetura
Um dos principais monumentos medievais da cidade, a Torre delle Milizie foi construída seguindo uma planta quadrada, com os lados medindo 10,5 x 9,5 metros. A altura original é incerta, mas, depois do terremoto de 1348, os andares superiores foram demolidos, reduzindo a estrutura à altura atual de aproximadamente 50 metros. Este mesmo terremoto resultou na leve inclinação que a torre apresenta hoje em dia.